# Коулгарбор (Північна Дакота)
Коулгарбор (англ. Coleharbor) — місто (англ. city) в США, в окрузі Маклейн штату Північна Дакота. Населення — 59 осіб (2020).

## Географія
Коулгарбор розташований за координатами 47°32′33″ пн. ш. 101°13′16″ зх. д. / 47.54250° пн. ш. 101.22111° зх. д. (47.542457, -101.221185).  За даними Бюро перепису населення США в 2010 році місто мало площу 0,48 км², уся площа — суходіл.

## Демографія
Згідно з переписом 2010 року, у місті мешкало 79 осіб у 37 домогосподарствах у складі 22 родин. Густота населення становила 165 осіб/км².  Було 51 помешкання (106/км²).
Расовий склад населення:
| - 96,2 % — білих - 2,5 % — осіб інших рас |

До двох чи більше рас належало 1,3 %. Частка іспаномовних становила 5,1 % від усіх жителів.
За віковим діапазоном населення розподілялося таким чином: 20,3 % — особи молодші 18 років, 59,4 % — особи у віці 18—64 років, 20,3 % — особи у віці 65 років та старші. Медіана віку мешканця становила 47,5 року. На 100 осіб жіночої статі у місті припадало 125,7 чоловіків;  на 100 жінок у віці від 18 років та старших — 103,2 чоловіків також старших 18 років.
Середній дохід на одне домашнє господарство  становив 39 037 доларів США (медіана — 28 750), а середній дохід на одну сім'ю — 55 460 доларів (медіана — 48 125). За межею бідності перебувало 14,3 % осіб, у тому числі 0,0 % дітей у віці до 18 років та 14,3 % осіб у віці 65 років та старших.
Цивільне працевлаштоване населення становило 30 осіб. Основні галузі зайнятості: сільське господарство, лісництво, риболовля — 30,0 %, будівництво — 20,0 %, інформація — 13,3 %, транспорт — 10,0 %.